# Windsbach
Windsbach település Németországban, azon belül Bajorországban. Lakosainak száma 6248 fő (2023. december 31.). Windsbach Heilsbronn, Kammerstein, Rohr, Abenberg, Spalt, Mitteleschenbach, Wolframs-Eschenbach, Lichtenau és Neuendettelsau községekkel határos.

## Népesség
A település népessége az elmúlt években az alábbi módon változott:
| Lakosok száma | 1483 | 3035 | 4546 | 4973 | 6010 | 6044 | 6076 | 6077 | 6153 | 6248 |
|               | 1875 | 1950 | 1975 | 1987 | 2012 | 2014 | 2016 | 2017 | 2021 | 2023 |

## Fekvése
A B466-os út közelében, Ansbachtól keletre fekvő település.

## Története
Nevét először 1130-ban említette oklevél. Windsbach neve a Winid személynévből ered, aki a hely alapítójának tekinthető. 1278 Windsbach elnyerte a városi jogokat.
A 14. században  Windsbach az Ansbach hercegség adminisztrációs székhelye volt.
A harmincéves háború alatt és után a város és környéke az evangéliumi hit lett fontos települése volt. A 18. század vége felé 155 házat számoltak össze Windsbachban.
A mai Windsbach főterére (Markplatz) kedves, fagerendás házak mentén juthatunk el. Az 1749-ben barokk stílusban átalakított Városháza előtt két középkori pellengér áll.  A Gottesruh-Kapelle nevű kápolnában 15. századból való freskókat tártak fel.

## Nevezetességek
- Városháza
- Gottesruh-Kapelle

## Galéria

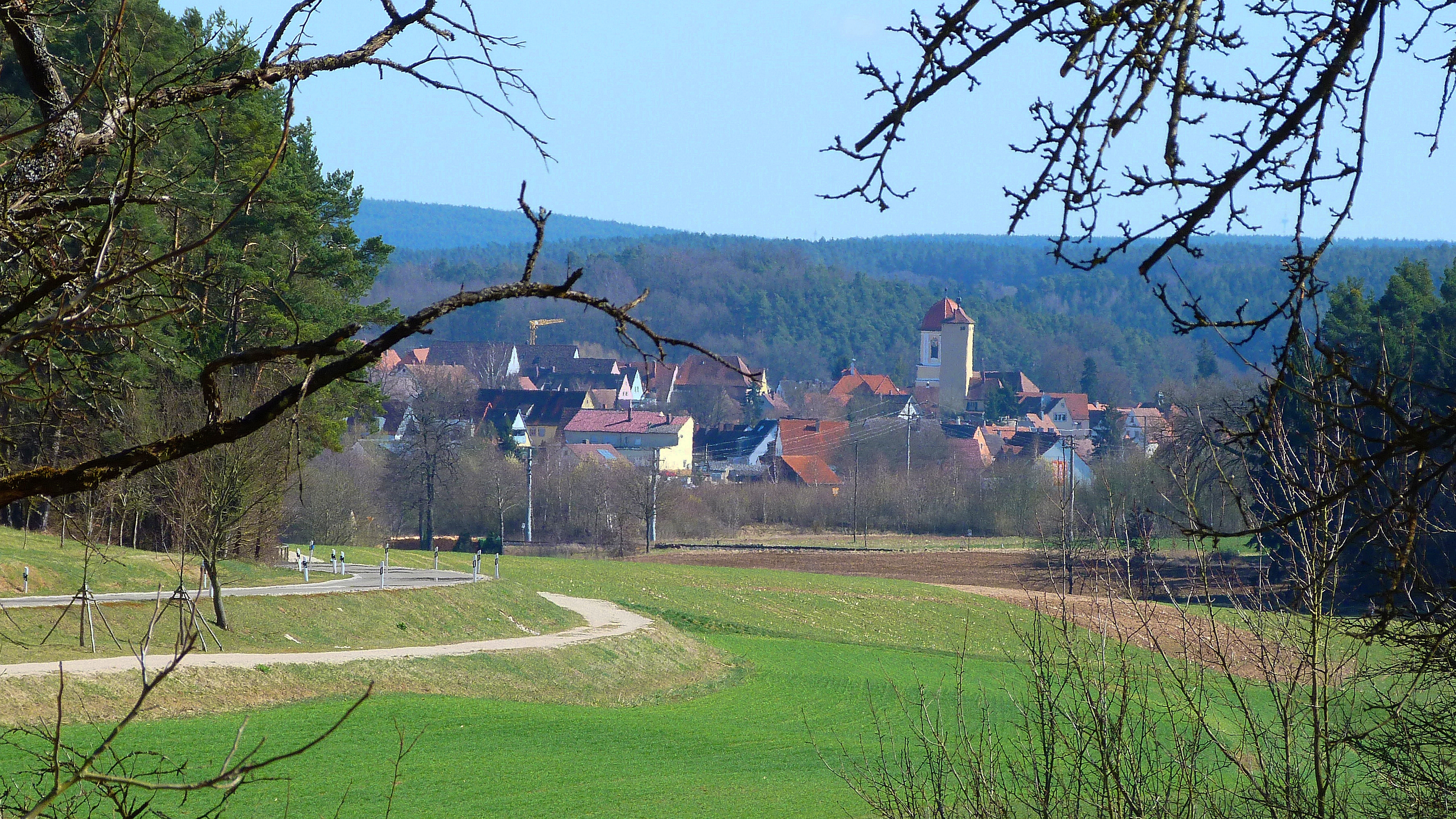
Windsbach látképe
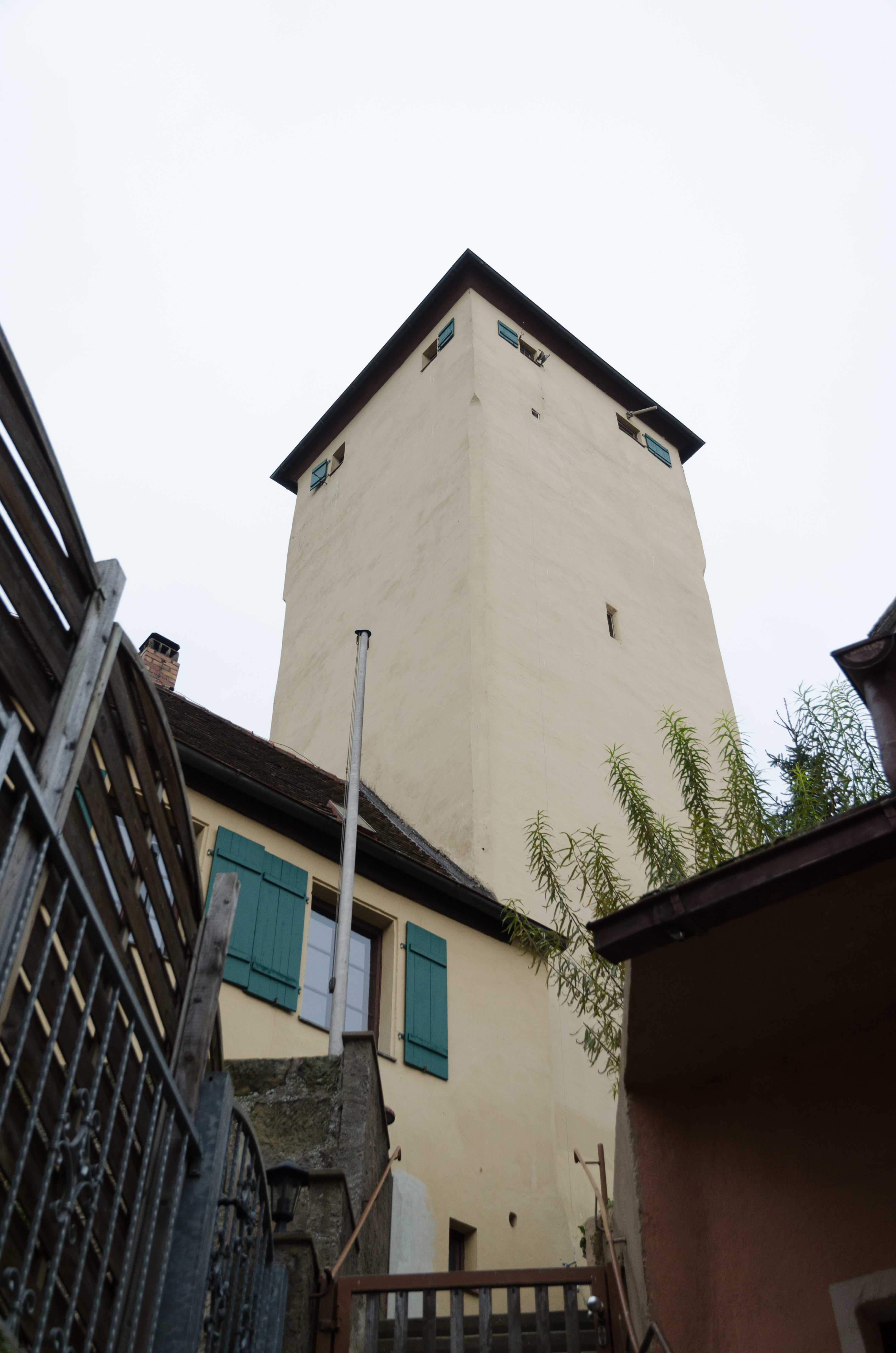
:Windsbach, Burg
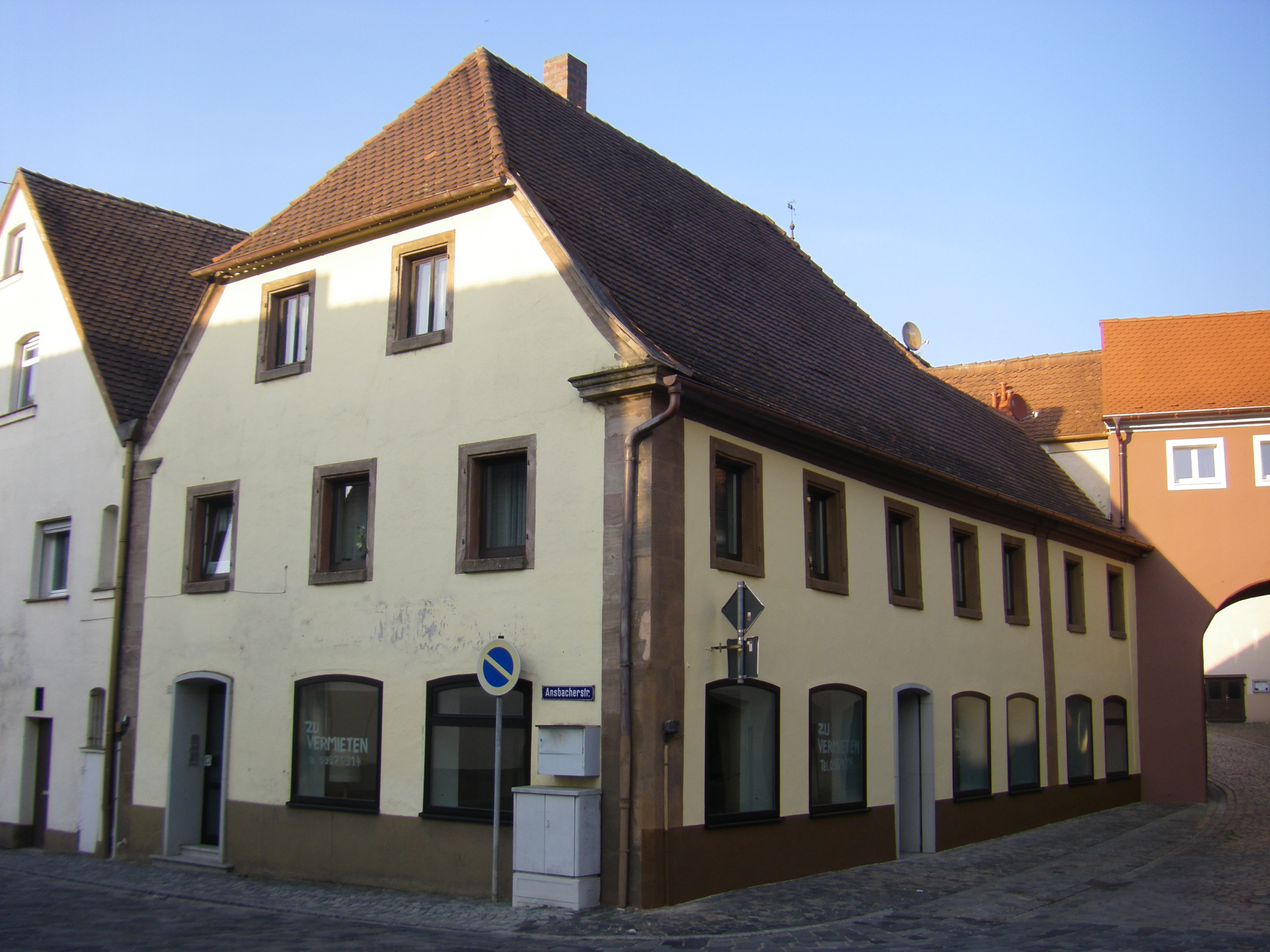
Ansbacher Straße
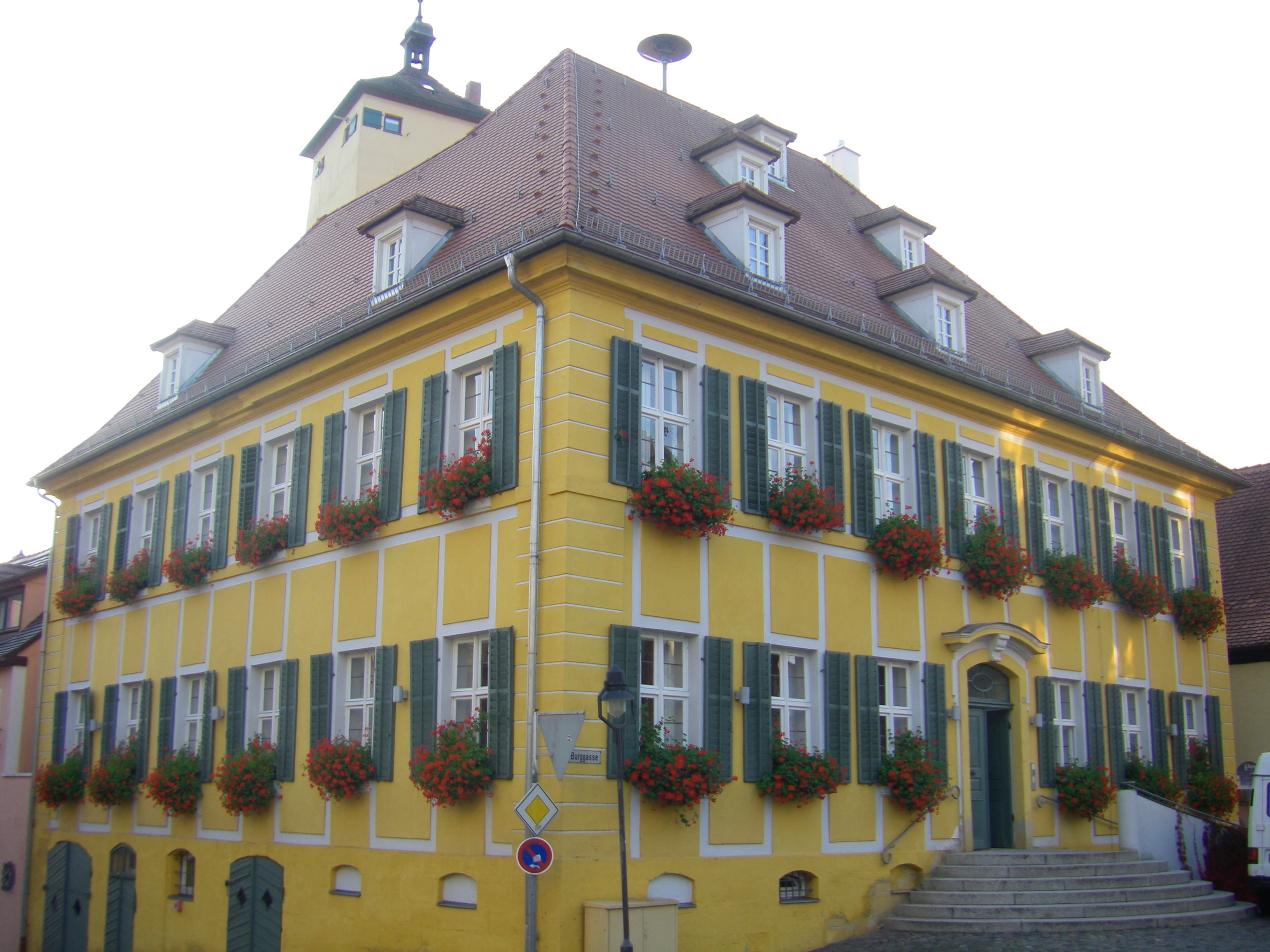
Windsbach, Hauptstraße
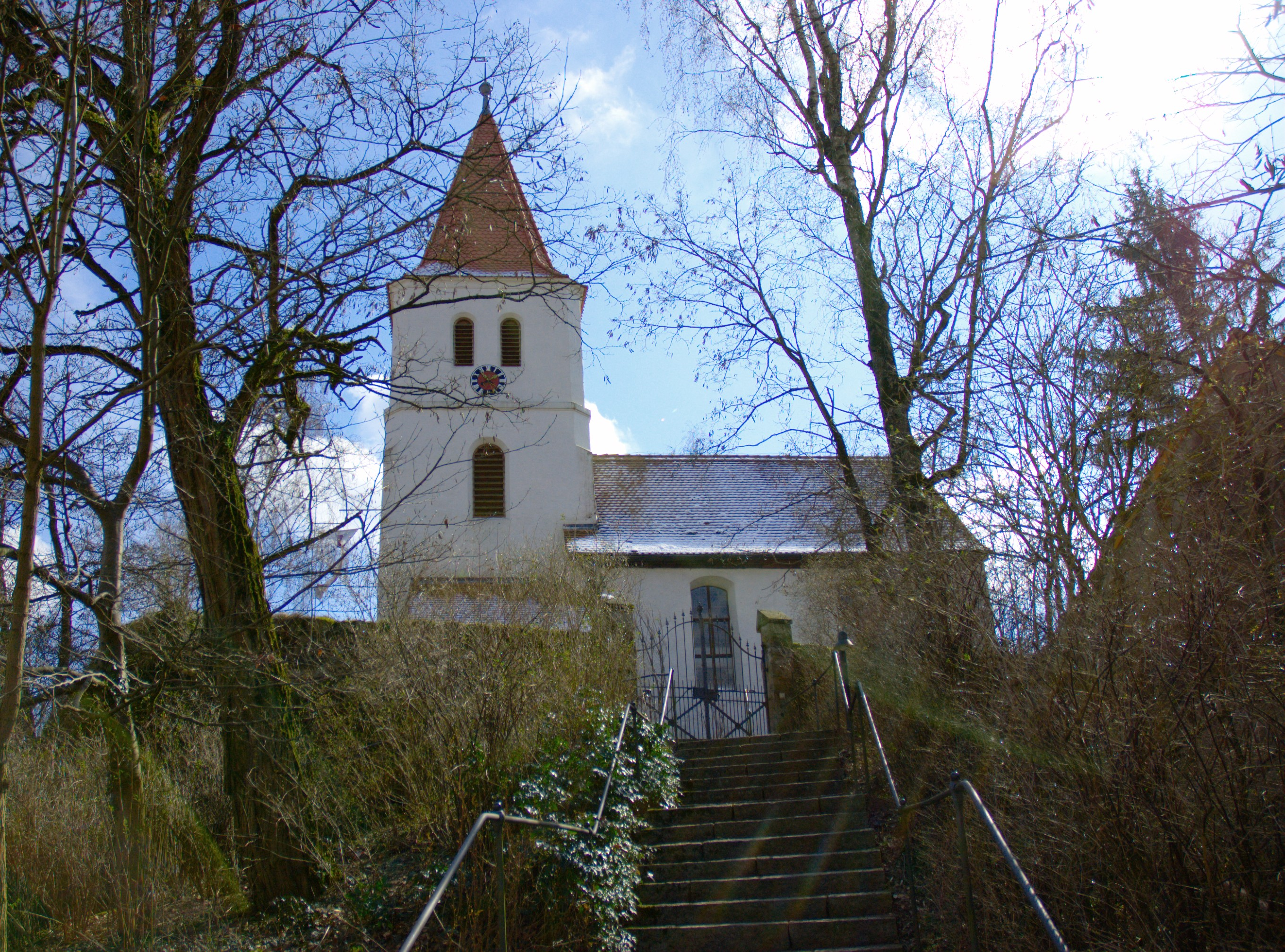
Untereschenbach Kirche
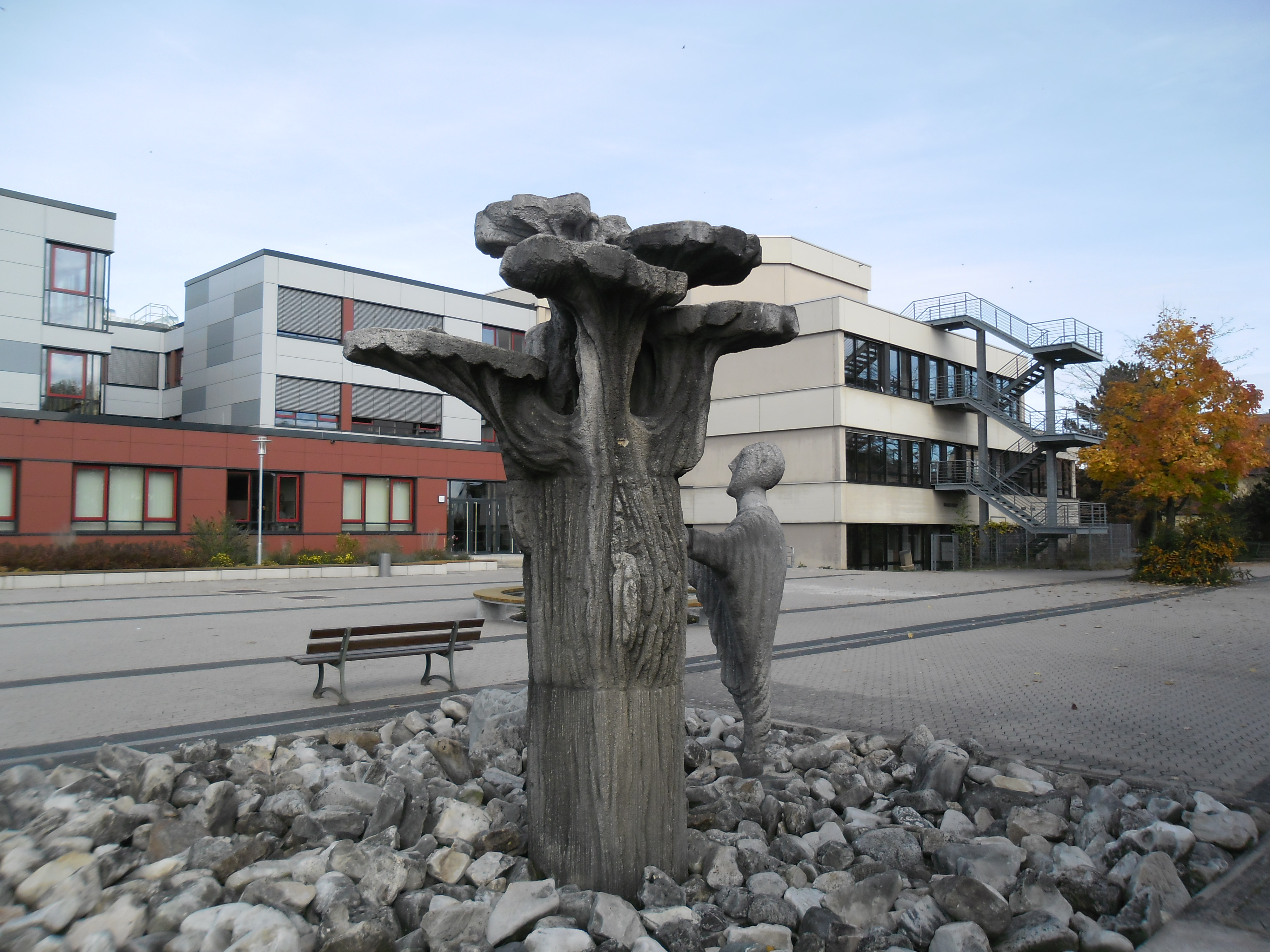
Johann-Sebastian-Bach-Gymnasium, Windsbach
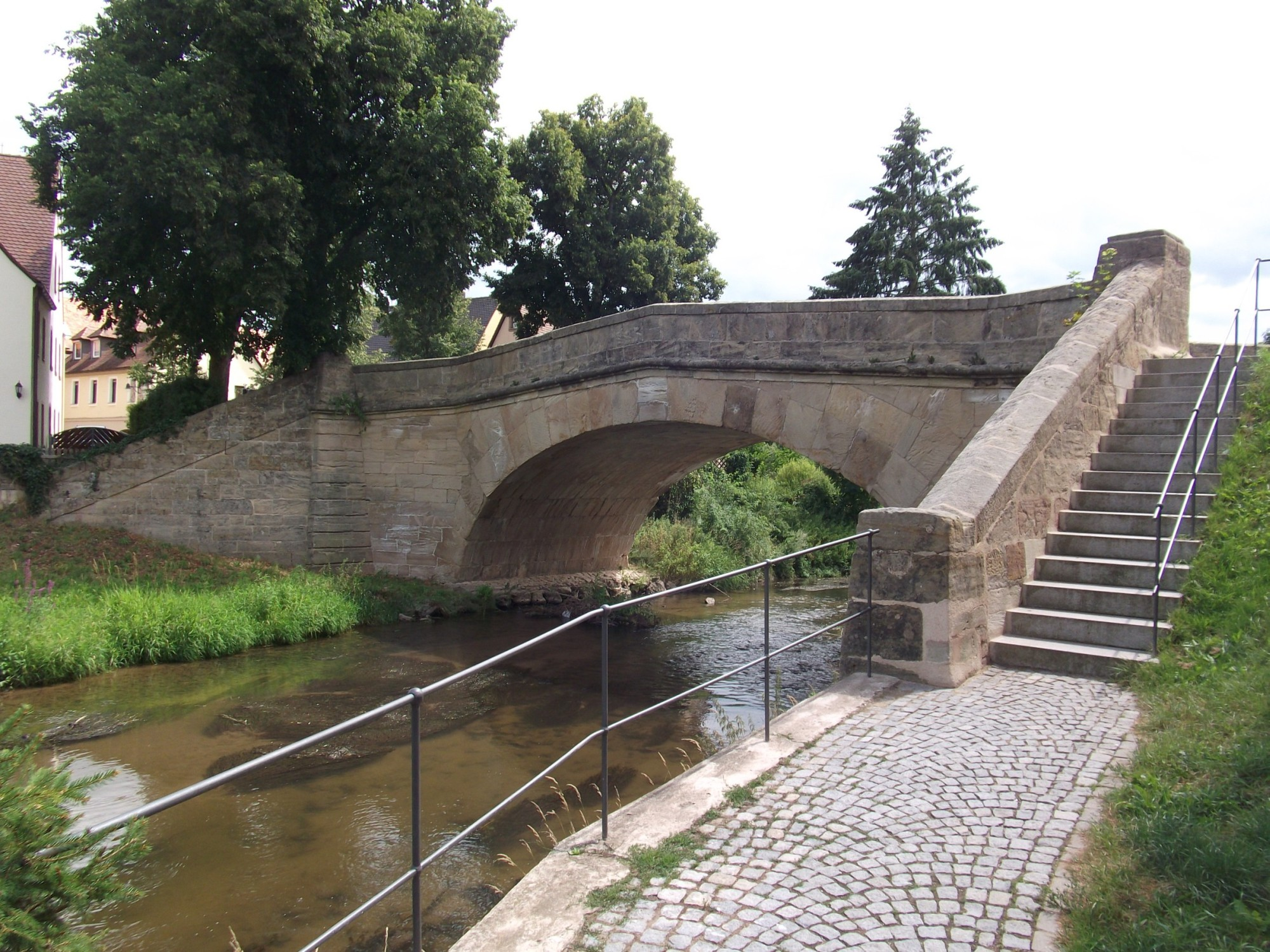
Windsbach, híd
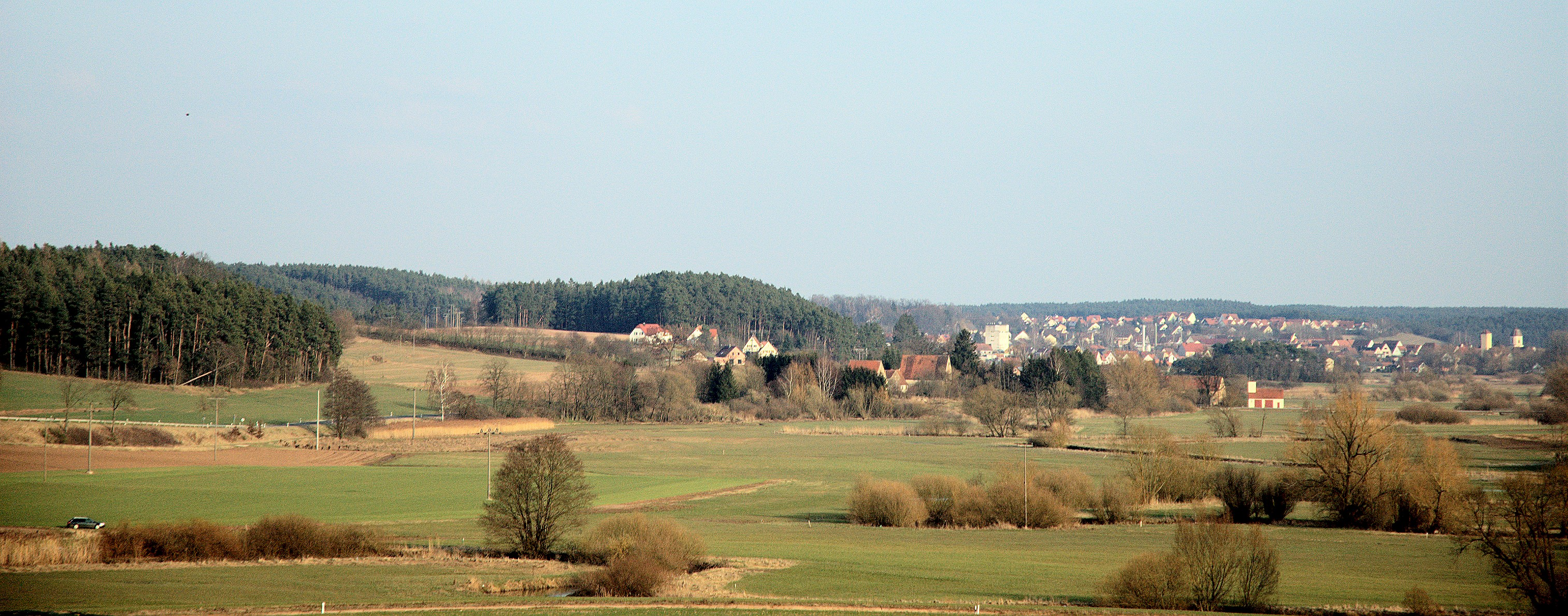
Windsbach